# Гіссі Вайлі
Ґіссі Вайлі (англ. Geeshie Wiley) — американська блюзова співачка і гітаристка 1930-х років, про біографію якої майже нічого не відомо, окрім того що вона народилася у 1905 чи 1908 році, і була бродячою музиканткою, і часом видавала себе за чоловіка і співала майже чоловічим голосом, а не жінку щоб уникнути проблем. Вважається однією з найбільш таємничих постатей в історії блюзу, бо після 1930х про неї нічого невідомо. Навіть її колега Елві Томас знайдена і проінтервьюйована в 1970х у домі престарілих (яка у молодосьі вела такий же образ життя, носила чоловічий одяг тощо). гадки не мала що було далі в житті цієї співачки після їх співпраці в 30х. Її стиль поєднує елементи дельта-блюзу, фолку та мінстрельської музики.

## Записи
У 1930 році вона записала кілька композицій на лейблі Paramount разом з іншою співачкою — Елвією Франклін (англ. Elvie Thomas). Найвідомішою з них є «Last Kind Words Blues» — трек, який пізніше потрапив до кількох антологій і викликав нову хвилю інтересу до творчості Вайлі.
Записані треки:
- Last Kind Words Blues
- Skinny Leg Blues
- Pick Poor Robin Clean (вокал Елві Томас)
- Motherless Child Blues (Елві Томас)
- Over to My House
- Eagles on a Half

## Вплив
Пісня Last Kind Words Blues вважається одним із найатмосферніших і найунікальніших записів доби pre-war blues, її використовували в фільмах, антологіях і дослідженнях американського фольклору. Особливу увагу привертає гітарна техніка та містичний настрій композиції.